# Sphaerophysa (straalvinnigen)
Sphaerophysa is een monotypisch geslacht van straalvinnige vissen uit de familie van de bermpjes (Nemacheilidae).

## Soort
- Sphaerophysa dianchiensis Cao & Zhu, 1988